# مجلة اللغة
مجلة اللغة (بالإنجليزية: Language Magazine) التي نشرت لأول مرة في عام 1997م، هي دورية شعبية للغة والتعليم والاتصال. وفي عام 2001م، زادت مجلة اللغة الجدول الزمني للنشر من 6 أعداد إلى 12 عددا في السنة لتلبية طلب القراء (بمن فيهم رؤساء الإدارات والمشرفون والمسؤولون الحكوميون وغيرهم من صناع القرار) مواكبة التطورات في عالم اللغة وتعليم القراءة والكتابة الذي يتطور بسرعة.
وقد نشرت في كثير من الأحيان أعمال ستيفن كراشين وأنيد مونيز غراسيا ويوجين غارسيا، من بين آخرين خبراء في مجالات اللغويات وتعليم اللغة. وهناك قدر كبير من المنشورات الشهرية التي يبلغ عددها 150,000 هي لمدرسي اللغات الأجنبية (TOFL)، ومدرسي اللغة الإنجليزية كلغة أجنبية (TOEFL)، ومدرسي اللغة الإنجليزية كلغة ثانية (ESL)، بالإضافة إلى مديري التعليم وقسم اللغة الجامعية. كما تستخدمه جمعية معلمي اللغة في كاليفورنيا بدلاً من المنشورات الشهرية. ريتشارد ليدرر هو أيضا مساهم شهري.
مجلة اللغة هي منتدى مؤثر للمعلومات للمهن والأعمال المتعلقة باللغات. وكانت المجلة الوحيدة التي اختارها مكتب التعداد الأمريكي لتكون شريكة في برنامج «التعداد في المدارس» في عام 2000. في عام 2003، حصلت مجلة اللغة على جائزة Me المرموقة المرموقة من جمعية كاليفورنيا للتعليم الثنائي اللغة.
تم توجيه المجلة بشكل إبداعي من قبل مصممة المجلات ومقرها لوس أنجلوس ليانا روبنسون منذ عام 2016م.

## روابط خارجية
- الموقع الرسمي